# Alex Baumann (bobbista)

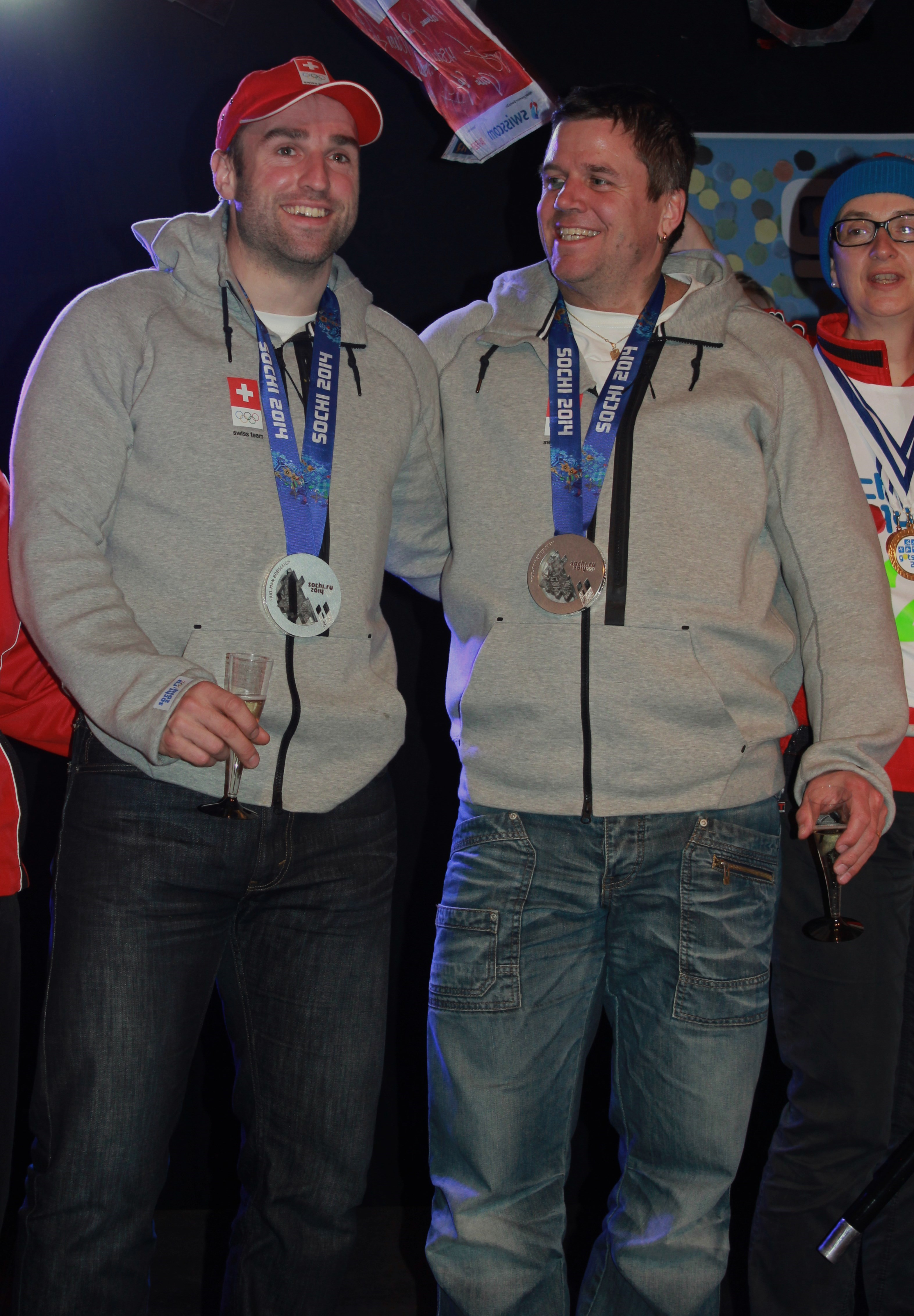
Baumann (a sinistra) con Beat Hefti, argento olimpico nel bob a due a, poi diventato oro a marzo 2019 dopo la squalifica definitiva dell'equipaggio russo

Alex Baumann (San Gallo, 9 marzo 1985) è un ex bobbista svizzero, campione olimpico nel bob a due a Soči 2014 in coppia con Beat Hefti.

## Biografia
Compete dal 2007 come frenatore per la squadra nazionale svizzera. Debuttò in Coppa Europa a novembre del 2007 gareggiando negli equipaggi pilotati da Beat Hefti col quale otterrà poi la maggior parte dei suoi successi anche nella categoria senior. Nelle categorie giovanili non andò oltre un sesto posto ai mondiali juniores, ottenuto nell'edizione di Sankt Moritz 2010 nel bob a quattro con Fabio Schiess alla guida.
Esordì in Coppa del Mondo all'avvio della stagione 2008/09, il 30 novembre 2008 a Winterberg dove si piazzò al dodicesimo posto nel bob a quattro, ottenne il suo primo podio nonché la sua prima vittoria circa un anno dopo il suo debutto, il 14 novembre 2009 a Park City nel bob a due con Hefti.
Ha partecipato ai Giochi olimpici invernali di Soči 2014 vincendo la medaglia d'oro nel bob a due con Beat Hefti, risultato ufficializzato soltanto a marzo del 2019 dopo la conferma della squalifica della coppia russa Zubkov/Voevoda a seguito della nota vicenda doping; giunse infine sesto nella specialità a quattro sempre con Hefti a condurre la slitta.
Baumann conta inoltre cinque presenze ai campionati mondiali, con una medaglia di bronzo conquistata nel bob a due a Igls 2016 con Hefti. Nelle rassegne continentali vanta altresì quattro medaglie di cui tre d'oro: bob a due e bob a quattro a Schönau am Königssee 2014 e bob a due a Sankt Moritz 2016. Completa il suo palmarès continentale l'argento ottenuto a Igls 2013 nel bob a quattro.
A fine aprile del 2018 ha annunciato il suo ritiro dall'attività agonistica.

## Palmarès

### Olimpiadi
- 1 medaglia:
  - 1 oro (bob a due a Soči 2014).

### Mondiali
- 1 medaglia:
  - 1 bronzo (bob a quattro a Igls 2016).

### Europei
- 4 medaglie:
  - 3 ori (bob a due, bob a quattro a Schönau am Königssee 2014; bob a due a Sankt Moritz 2016);
  - 1 argento (bob a quattro ad Igls 2013).

### Coppa del Mondo
- 19 podi (14 nel bob a due e 5 nel bob a quattro):
  - 7 vittorie (6 nel bob a due e 1 nel bob a quattro);
  - 9 secondi posti (5 nel bob a due e 4 nel bob a quattro);
  - 3 terzi posti (tutti nel bob a due).

#### Coppa del Mondo - vittorie
| Data             | Luogo                | Paese       | Disciplina                                                       |
| ---------------- | -------------------- | ----------- | ---------------------------------------------------------------- |
| 13 novembre 2009 | Park City            | Stati Uniti | a due con Beat Hefti (pilota)                                    |
| 16 dicembre 2012 | La Plagne            | Francia     | a quattro con Beat Hefti (pilota), Jürg Egger e Thomas Lamparter |
| 3 gennaio 2014   | Winterberg           | Germania    | a due con Beat Hefti (pilota)                                    |
| 11 gennaio 2014  | Sankt Moritz         | Svizzera    | a due con Beat Hefti (pilota)                                    |
| 10 gennaio 2015  | Altenberg            | Germania    | a due con Beat Hefti (pilota)                                    |
| 17 gennaio 2015  | Schönau am Königssee | Germania    | a due con Beat Hefti (pilota)                                    |
| 6 febbraio 2016  | Sankt Moritz         | Svizzera    | a due con Beat Hefti (pilota)                                    |

### Coppa Europa
- 10 podi (4 nel bob a due e 4 nel bob a quattro):
  - 3 vittorie (1 nel bob a due e 2 nel bob a quattro);
  - 3 secondi posti (nel bob a due);
  - 4 terzi posti (2 nel bob a due e 2 nel bob a quattro).